# 王笑一
王笑一（1916年1月—2010年7月24日），又名王元之，男，直隶（今河北）威县人，生于临清，中华人民共和国政治人物。

## 生平
1936年参加民先，並在隔年10月正式加入中国共产党。
1937年抗日战争爆发后，王笑一在临清县第十区组建抗日游击队并任队长。1938年春，任临清县民族解放战争总动员委员会主任，中共临清县工委宣传部部长。8月，任临清中心县委宣传部部长，10月任中共临清县委组织部部长。1939年2月，任中共临清县委书记。6月，任八路军卫河支队政委，10月任鲁西北行政委员会委员、秘书长。1940年4月，鲁西北专署成立，11月改称三专署，任专员。1941年5月，在中共中央北方局党校学习。1942年7月，任中共冀鲁豫区第八地委（昆张地委）委员、晋冀鲁豫边区人民政府第二十三行政督察专员公署专员。
1945年10月，成立运西专署，也称冀鲁豫第八专署。1946年2月8日，冀鲁豫行署通令改称第二行政区督察专员公署。1945年11月至1946年4月期间，王笑一担任专员。1946年4月，他调任冀鲁豫行政公署任民政处长。1946年7月19日，周恩来担任中共首席代表，成润、王笑一陪同抵达开封，与国民党商议黄河决口治理协议。1948年任冀鲁豫行政公署秘书长。
1949年1月，中共中央华北局任命王笑一为天津市人民法院院长，接管当时中华民国天津司法机构。之后任天津市政法委员会副主任，天津市政府副秘书长，天津市委统战部部长。1958年至1965年，任中共河北省委统战部部长兼天津市委统战部长，政协第三届全国委员会委员，河北省委常委﹑秘书长。1965年，调中华人民共和国外交部工作，在外交学院学习。1966年10月，北京市委临时常务委员会组建，王笑一担任委员，文教组副组长。1967年调，任北京市革委会外事组副组长（组长为丁国钰）﹑组长，1973年6月任北京市革委会副秘书长兼外事组组长。1977年8月任中共北京市委常委。1977年12月-1979年12月，担任北京市革委会副主任。之后担任北京市政协副主席，中共北京市委常委、北京市副市长兼外事办主任，北京市外事工作领导小组副组长。1982年，担任中共北京市顾问委员会常委。
1983年离休。1984年，兼任北京市人民对外友好协会会长。
2010年7月24日在北京逝世，享年94岁。